# Fehmi Agani
Fehmi Agani (Đakovica, 1932. január 23. – Lipjan, 1999. május 6.) koszovói szociológus, politikus, akit a Koszovói Demokratikus Liga (LDK) vezető gondolkodójának és politikai stratégájának tartottak az 1990-es években. Ő képviselte az LDK-t a koszovói háborút megelőző nemzetközi tárgyalásokon, de a háború alatt meggyilkolták.

## Tanulmányai és egyetemi pályafutása
Đakovicában született a Jugoszláv Királyságban (ma Gjakova), és Pristinában járt iskolába. A Belgrádi Egyetem művészeti karán végzett 1959-ben, majd 1964-ben politikatudománybúl szerzett mesterfokozatot. Ezt követően szociológiát tanított Pristinában, doktorátust szerzett, és a Pristinai Egyetemen tanított. 1967 és 1970 között az Albanológiai Intézet igazgatója, 1978 és 1980 között a filozófiai kar dékánja volt. 1981-ben a diákmegmozdulásokat követően, a koszovói albán kutatók tisztogatása során a hatóságok eltávolították az egyetemről.

## Politikai pályafutása
1994-ben a Koszovói Tudományos és Művészeti Akadémia levelező tagja, két évvel később rendes tagja lett. Részt vett a Koszovó jövőjéről szóló politikai dialógusban, Ibrahim Rugova segítőjeként, a Koszovói Demokratikus Liga (LDK) egyik alapítójaként és helyettes vezetőjeként. Az LDK vezető gondolkodójává és politikai stratégájává vált. Ő vezette az albán küldöttségeket az 1998-199-es koszovói háború előtti megbeszéléseken, és egyike volt a fő koszovói tárgyalóknak a rambouillet-i konferencián. Az erőszakmentesség és megbékélés fő szószólójaként megalapította az Etnikai Kapcsolatok Fórumát azzal a céllal, hogy előmozdítsa a párbeszédet az albánok és szerbek között.

## A koszovói háború és halála
A háború alatt Koszovóban maradt, és megmenekült a koszovói neves albánok körében a szerb erők által végzett első tisztogatástól. A NATO tévesen jelentette be halálhírét néhány nappal az Allied Force hadművelet után, mert ő ekkor öt héten át a városban bujkált biztonságos házakban, és közben könyvet kezdett írni. Sikerült vonattal Macedóniába menekülnie, de a határról visszafordították. Amikor a vonat visszaindult Pristinába, Aganit a rendőrség leszállította. Holttestét néhány nap múlva Lipjan falu közelében találták meg. Noha a szerb média a Koszovói Felszabadítási Hadsereget tette felelőssé halálért, a család, a Koszovói Felszabadítási Hadsereg és a nyugati politikusok a gyilkosságot a jugoszláv biztonsági erőknek tulajdonították. A német külügyminisztérium felszólította Belgrádot, hogy vizsgálja ki a gyilkosságot, ugyanakkor hozzátette, hogy az ügyben a jugoszláviai háborús bűnöket vizsgáló Nemzetközi Törvényszéknek is el kellene járnia. 2008-ig a gyilkosságot nem derítették fel.

## Művei
- Në rrjedha të mendimit sociologjik – Vepra I 1990. ISBN 9951-05-000-X és ISBN 9951-05-001-8
- Për shoqërinë civile – Vepra II ISBN 9951-05-000-X és ISBN 9951-05-002-6
- Demokracia, Kombi, Vetëvendosja – Vepra III ISBN 9951-05-000-X és ISBN 9951-05-003-4
- Partitë dhe grupet politike në Shqipëri gajtë luftës së dytë botërore (1939–1945) – Vepra IV ISBN 9951-05-000-X és ISBN 9951-05-004-2
- Sindikatat Gjermane dhe shkrime tjera – Vepra V ISBN 9951-05-000-X és ISBN 9951-05-005-0
- Gjuha e dhunës dhe zëri i arsyes – Vepra VI ISBN 9951-05-000-X és ISBN 9951-05-006-9
- Pavarësia gjasa dhe shpresë – Vepra VII ISBN 9951-05-000-X és ISBN 9951-05-007-7.
- Intervista, reagime – Vepra VIII ISBN 9951-05-000X és ISBN 9951-05-008-5.

## Fordítás
Ez a szócikk részben vagy egészben  a   Fehmi Agani című angol Wikipédia-szócikk ezen változatának fordításán alapul.  Az eredeti cikk szerkesztőit annak laptörténete sorolja fel. Ez a jelzés csupán a megfogalmazás eredetét és a szerzői jogokat jelzi, nem szolgál a cikkben szereplő információk forrásmegjelöléseként.